# Ballrechten-Dottingen
Ballrechten-Dottingen – gmina w Niemczech, w kraju związkowym Badenia-Wirtembergia, w rejencji Fryburg, w regionie Südlicher Oberrhein, w powiecie Breisgau-Hochschwarzwald, wchodzi w skład wspólnoty administracyjnej Heitersheim. Leży nad Sulzbach, pomiędzy Heitersheimem  a Sulzburgiem.

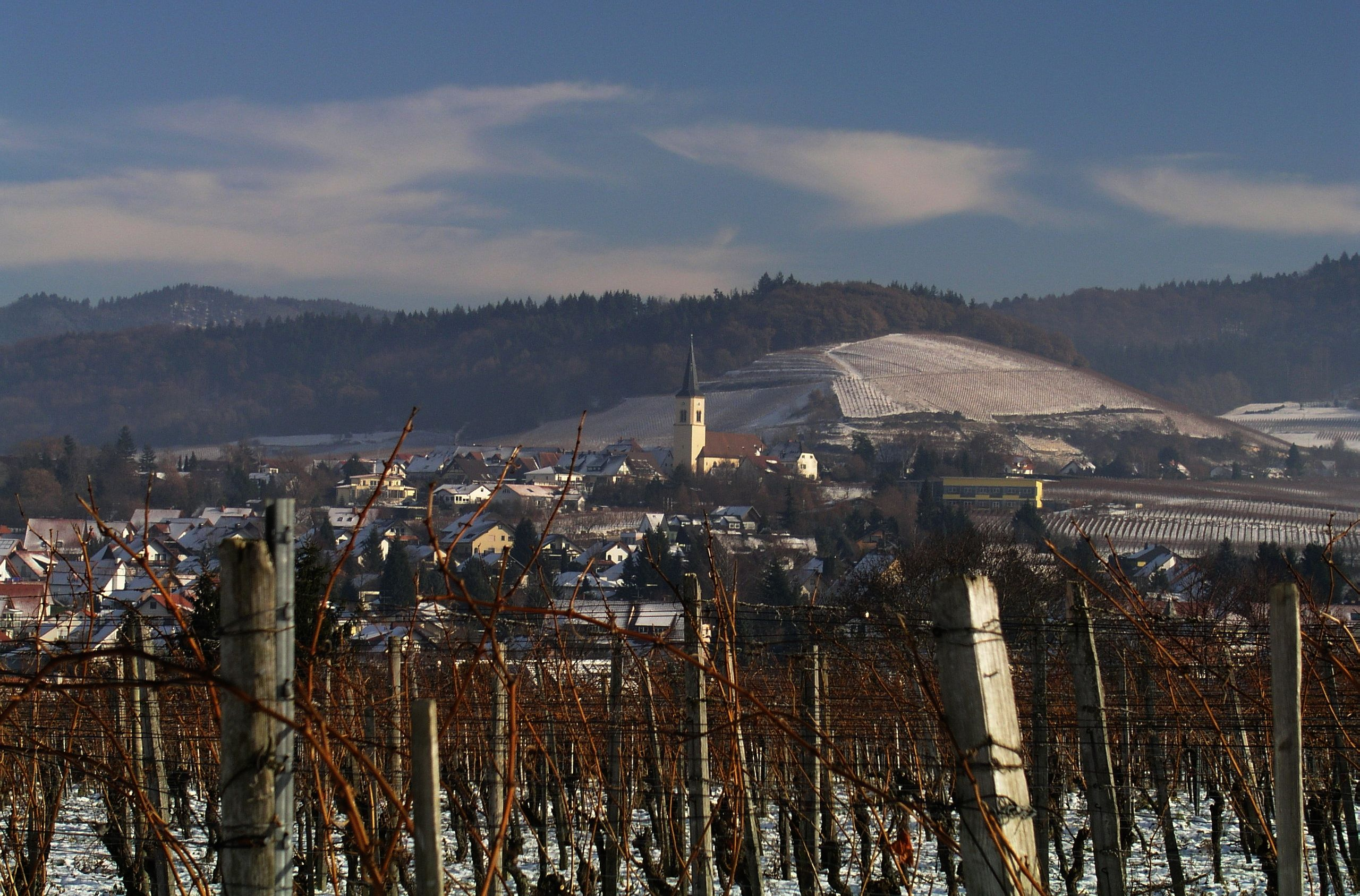
Ballrechten-Dottingen zimą

## Polityka
Ostatnie wybory samorządowe odbyły się 13 czerwca 2004, w radzie gminy zasiada 10 radnych.
| Partia      | % głosów | Porównanie¹ | Liczba radnych | Porównanie¹ |
| ----------- | -------- | ----------- | -------------- | ----------- |
| CDU         | 44,2%    | -8,9%       | 4              | -2          |
| Bezpartyjni | 36,7%    | +12,7%      | 4              | +2          |
| SPD         | 19,2%    | -3,9%       | 2              | ±0          |

¹z poprzednimi wyborami

## Współpraca
Miejscowość partnerska:
- Beerheide – dzielnica Auerbach/Vogtl., Saksonia